# Campeonato Europeo de Tiro al Plato de 2014
El XLII Campeonato Europeo de Tiro al Plato se celebró en Sarlóspuszta (Hungría) entre el 17 y el 26 de junio de 2014 bajo la organización de la Confederación Europea de Tiro (ESC) y la Federación Húngara de Tiro Deportivo.
Las competiciones se realizaron en el Campo de Tiro de Sarlóspuszta, ubicado 55 km al sur de la ciudad de Budapest.

## Resultados

### Masculino
| Evento               | Oro                           | Plata                     | Bronce                             |
| -------------------- | ----------------------------- | ------------------------- | ---------------------------------- |
| Foso (20.06)         | Andreas Scherhaufer · Austria | Massimo Fabbrizi · Italia | David Kostelecký · República Checa |
| Foso (equipos)       | Italia · 364 pts.             | Polonia · 357 pts.        | Croacia · 353 pts.                 |
| Doble foso (22.06)   | Steven Scott Reino Unido      | Vasili Mosin · Rusia      | Marco Innocenti · Italia           |
| Doble foso (equipos) | Italia · 416                  | Reino Unido 405           | Alemania · 399                     |
| Skeet (26.06)        | Luigi Lodde · Italia          | Efthimios Mitas · Grecia  | Riccardo Filippelli · Italia       |
| Skeet (equipos)      | Italia · 367                  | Chipre 362                | Alemania · 359                     |

### Femenino
| Evento          | Oro                      | Plata                      | Bronce                          |
| --------------- | ------------------------ | -------------------------- | ------------------------------- |
| Foso (19.06)    | Deborah Gelisio · Italia | Katrin Quooß · Alemania    | Zuzana Štefečeková · Eslovaquia |
| Foso (equipos)  | Italia · 204 pts.        | Alemania · 204 pts.        | Reino Unido 202 pts.            |
| Skeet (25.06)   | Chiara Cainero · Italia  | Véronique Girardet Francia | Danka Barteková · Eslovaquia    |
| Skeet (equipos) | Eslovaquia · 208         | Italia · 207               | Reino Unido 204                 |

## Medallero
| Núm. | País            | Oro | Plata | Bronce | Total |
| ---- | --------------- | --- | ----- | ------ | ----- |
| 1    | Italia          | 7   | 2     | 2      | 11    |
| 2    | Reino Unido     | 1   | 1     | 2      | 4     |
| 3    | Eslovaquia      | 1   | 0     | 2      | 3     |
| 4    | Austria         | 1   | 0     | 0      | 1     |
| 5    | Alemania        | 0   | 2     | 2      | 4     |
| 6    | Chipre          | 0   | 1     | 0      | 1     |
| 6    | Francia         | 0   | 1     | 0      | 1     |
| 6    | Grecia          | 0   | 1     | 0      | 1     |
| 6    | Polonia         | 0   | 1     | 0      | 1     |
| 6    | Rusia           | 0   | 1     | 0      | 1     |
| 11   | Croacia         | 0   | 0     | 1      | 1     |
| 11   | República Checa | 0   | 0     | 1      | 1     |
|      | TOTAL           | 10  | 10    | 10     | 30    |